# Pangeo
Pangeo (neugriechisch Παγγαίο [paŋˈgʲɛɔ] bzw. Παγγαίο όρος Pangéo óros, n.; altgriechisch Παγγαῖος Pangaîos, m., Παγγαῖον [ὄρος] Pangaîon [óros] oder Πάγγαιον [ὄρος] Pángaion [óros], n.; deutsch auch Pangaios, Pangaeum, Pangeon) ist der Name eines Gebirgszuges in Nord-Griechenland sowie von dessen mit 1956 m höchster Erhebung. Er ist Teil der Griechischen Rhodopen und liegt im Westen von Kavala, zwischen den Flüssen Strymon und Xiropotamos. Es ist zu vermuten, dass unter dem Begriff Pangaion im Altertum und in der Antike die drei heute genannten Gebirgszüge Pangaion, Symvolon und Lekanis zwischen Strymon und Nestos insgesamt verstanden wurden.

## Mythologie und Geschichte
Nach der griechischen Mythologie wurde am Berg Pangaion der Lykurg von wilden Pferden getötet. Orpheus soll hier jeden Morgen zu Apollon gebetet haben. Der legendäre Reichtum des Kadmos sollte angeblich aus den reichen Gold- und Silber-Vorkommen des Pangaion stammen.
Tatsächlich wurden die Edelmetalle schon seit dem frühen Altertum von den hier ansässigen Thrakerstämmen, den Edonern, Pierern, Odomanten und besonders den Satren ausgebeutet. Im 7. Jahrhundert v. Chr. gelang es den Thasiern sich am naheliegenden Festland festzusetzen. Sie gründeten Handelsniederlassungen und brachten die Bergwerke unter ihre Kontrolle. Es entstand die thasische Peraia. Von Herodot werden unter der Bezeichnung Skapte Hyle die „Gold- und Silberminen“ im „großen und hohen“ Pangaiongebirge beschrieben. Auch Athen streckte die Hand nach den reichen Goldvorkommen aus: Seit einer Expedition des Kimon 463 v. Chr. stand der Pangaion unter athenischer Hegemonie.
Philipp II. brachte 357 v. Chr. mit der Eroberung von Amphipolis auch die reichen Bergwerke des Pangaion unter die Herrschaft von Makedonien. In der Geschichte Makedoniens spielt dieses Gebirge eine schicksalhafte Rolle: Der letzte makedonische König Perseus wollte den Thrakerfürsten Abrupolis von hier vertreiben, aber damit lieferte er den Römern einen Grund zu dem Krieg, der sein Untergang wurde.

## Bergbau und Metallgewinnung
In den 1950er und 1960er Jahren wurden zahlreiche Erzlagerstätten im Bereich der thasischen Peraia festgestellt und untersucht, in den 70er Jahren auf Seifengold prospektiert. Bei Explorationen der Ephoria Kavala konnten umfangreiche bergbauliche Anlagen, Reste von Erzaufbereitungs- und Verhüttungseinrichtungen und ausgedehnte Halden von metallurgischen Schlacken nachgewiesen werden. In mineralogischen Untersuchungen wurde Gold und Silber festgestellt. Archäometallurgische Analysen zeigten, dass metallurgische Produkte wie Gold und Silber aus dem Pangaion exportiert worden sind.

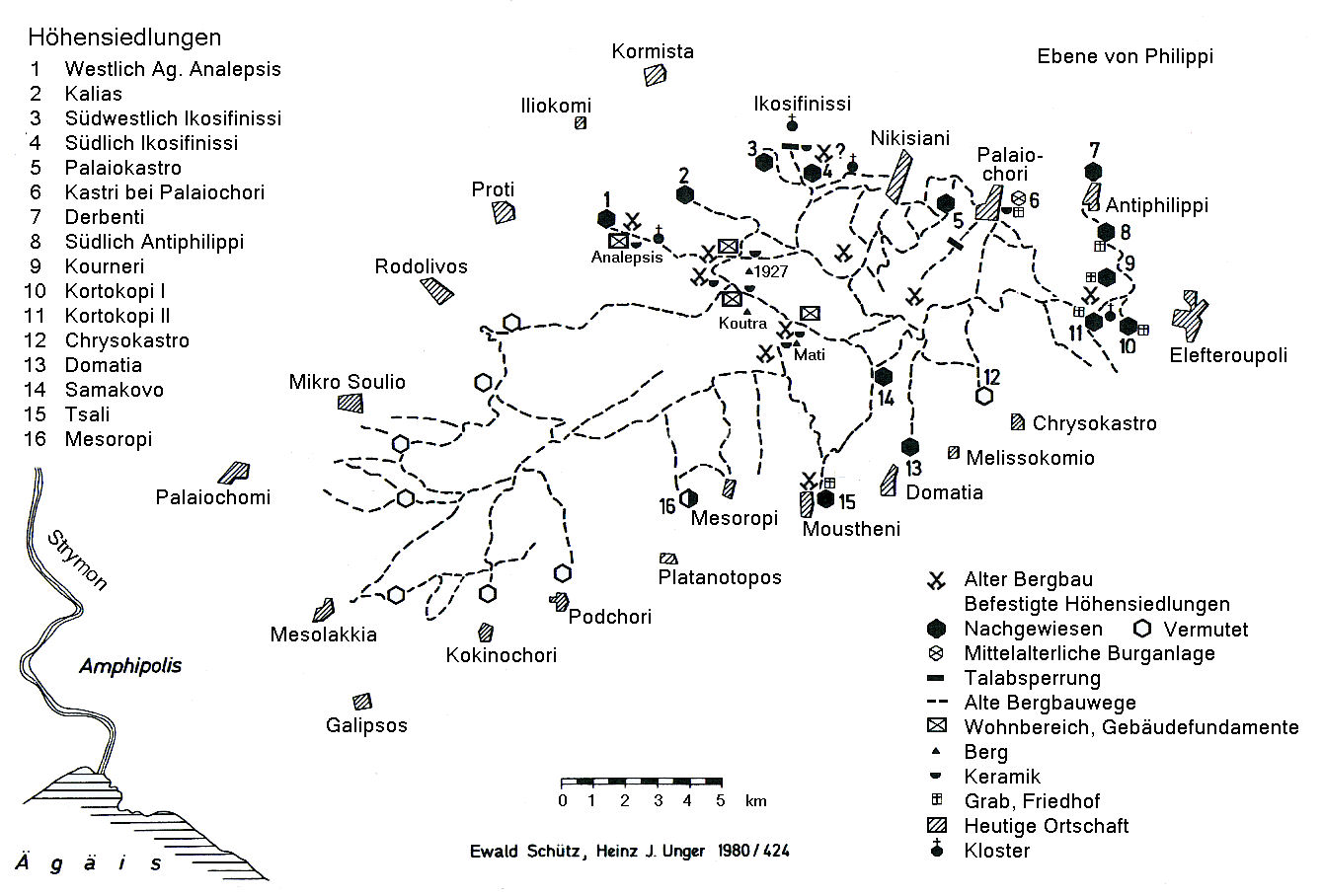
Befestigte Höhensiedlungen, Bergbaustandorte und Bergbauwege des Pangaion (Stand 1980)

Mit Mitteln der Fritz Thyssen Stiftung wurden 1976 und 1980 im Pangaion von dem Geologen Heinz-Josef Unger, Geologisches Landesamt München, und dem Betriebswirt Ewald Schütz Untersuchungen angestellt, die zum Ziel hatten, die geologische und bergbauliche Situation zu bewerten. In den erstellten Berichten kam man zu der Feststellung, dass im zentralen und östlichen Pangaion bedeutende bergbauliche und hüttenmäßige Aktivitäten erkennbar sind. Die Ephoria Kavala erwähnt 1990 lediglich Reste von Erzaufbereitungs- und Verhüttungseinrichtungen sowie metallurgische Schlackenhalden im Nordosten des Gebirges. Sie bezweifelt die Verbindung des Pangaion mit den berühmten, reichen Goldbergwerken von Skapte Hyle.
Unger und Schütz kamen aufgrund ihrer Untersuchungen zu der Feststellung, dass einige der erkundeten Abbaue und Verhüttungsplätze wahrscheinlich bereits aus dem ausgehenden Neolithikum stammen dürften. Die Hochblüte der dortigen Aktivitäten wird in der Spätbronze- und Eisenzeit vermutet. Eine weitere Blütezeit, in welcher die Abbaufelder ihre größte Ausdehnung und die Ausbeute den höchsten Stand erreicht hatten, lagen in der Zeit zwischen 700 und 200 v. Chr. Mit großer Wahrscheinlichkeit wurde der Bergbau im Pangaion auch in römischer und in byzantinischer Zeit betrieben. Die Hochblüte der Aktivitäten wird in der Bronze- und Eisenzeit sowie in klassischer, hellenistischer und in byzantinischer Zeit angenommen.
Das Gebirge ist von Schlackenhalden übersät und von einer nicht geahnten Zahl von Pingen und verbrochenen Stollen gezeichnet. Geologisch handelt es sich im Pangaion im Allgemeinen um eine Wechsellagerung von Marmor, Glimmerschiefern, Amphiboliten, Gneisen und magmatischen Granodiorit-Intrusionen. In Verbindung mit starker Bruchtektonik trat eine wahrscheinlich zweiphasige Gangvererzung auf. Mächtige Pyrit führende Goldquarzgänge, sowie Vererzungen von Kupfer-, Blei-, Zink-, Silber-, Bismut-Fahlerzen konnten festgestellt werden.

### Moustheni

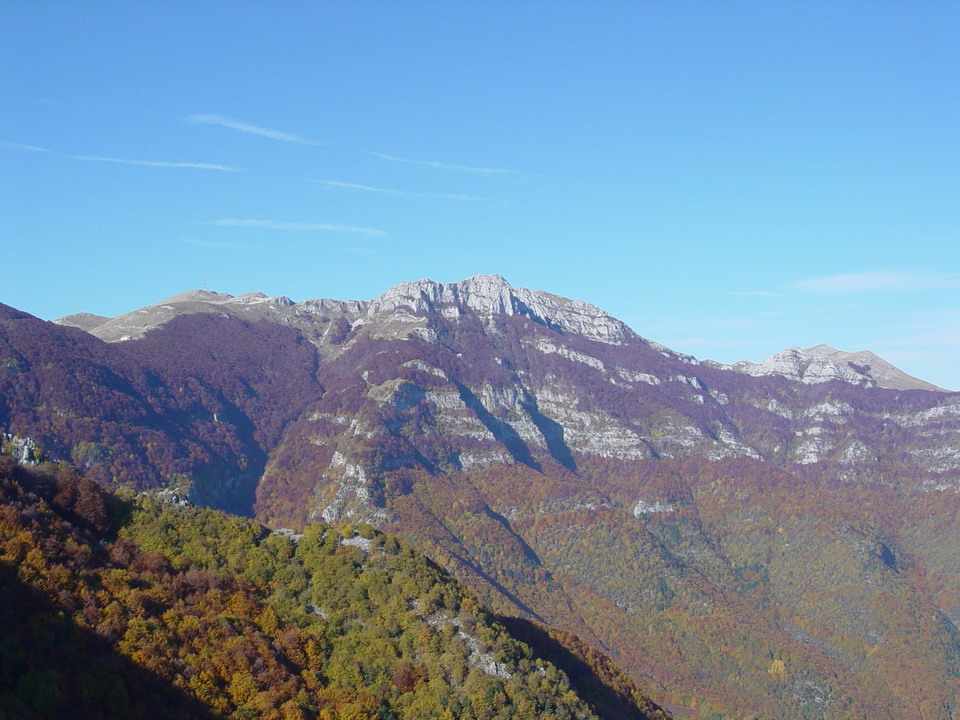
Berge des Pangaion

Das südlichste Abbaurevier im mittleren Pangaion wurde östlich von Moustheni am Westhang des Tsali festgestellt. Aus den steilen Wänden des Tsali abgestürzte Felsblöcke weisen erkennbare Spuren für einen Bergbau auf. Mehrere Stollenmundlöcher wurden eindeutig erkannt. Der Bergbau war auf Fahlerze und Gold ausgerichtet. Nordnordwestlich von Moustheni konnte man bereits 1967 auf 1000 m Höhe Schlackenhalden und alten Bergbau nachweisen.

### Agia Analipsis
Im Bereich des Klosters Agia Analipsis streichen zwei Goldquarzgänge aus, die sich bis in die Hochtäler nördlich und südlich des nach seiner Höhe benannten Berges „1927“ erstrecken. Hier wurden drei Schlackenhalden und zwei Stollenmundlöcher festgestellt. Die beiden Goldquarzgänge mit bis zu 5 m Mächtigkeit wurden im Tagebau, möglicherweise auch Untertage im Stollenbau ausgeerzt, sodass tiefe Taleinschnitte und Dolinen entstanden. Aufgrund der gefundenen Eisen-Arsen-Luppen ist zu vermuten, dass hier außer Gold- und Silbererzen auch Fahlerze verhüttet wurden. Das Bergbaurevier Agia Analipsis dürfte nach dem am Berg Mati entdeckten das wohl zweitgrößte Abbaugebiet im Pangaion gewesen sein.

### Hochtäler östlich Analipsis
Das südliche oder erste Hochtal (1500 bis 1740 m) wurde wiederum im Tagebau ausgeräumt. Bemerkenswert ist der Schacht A im Westen des Hochtales mit einem Querschnitt von 10 × 10 m, einem ausgehauenen Einstieg und einer Teufe von mehr als 20 m. Vom Schacht ausgehend sind beidseitig Stollen im Gangverlauf verfolgbar.
Erkennbar sind bis zu 50 m weite Dolinen, die in der Teufe Schachtansätze und Stollenmundlöcher erkennen lassen. An den nördlichen Talwänden finden sich weitere Stollenansätze, darunter überdeckte Bergehalden. Im Abbaubereich sind verschiedene Siedlungsplätze an Bauresten und reichen Keramikfunden erkennbar. Durch das nördliche oder zweite Hochtal verläuft ein deutlich feststellbarer Abbaubereich (1460 bis 1600 m). Hier konnten am Fuße des nördlichen Talhanges des Berges „1927“ vier Stollenmundlöcher und sechs Schlackenhalden erkundet werden. Im Almbereich fand sich wiederum ein Siedlungsplatz mit Keramikartefakten.

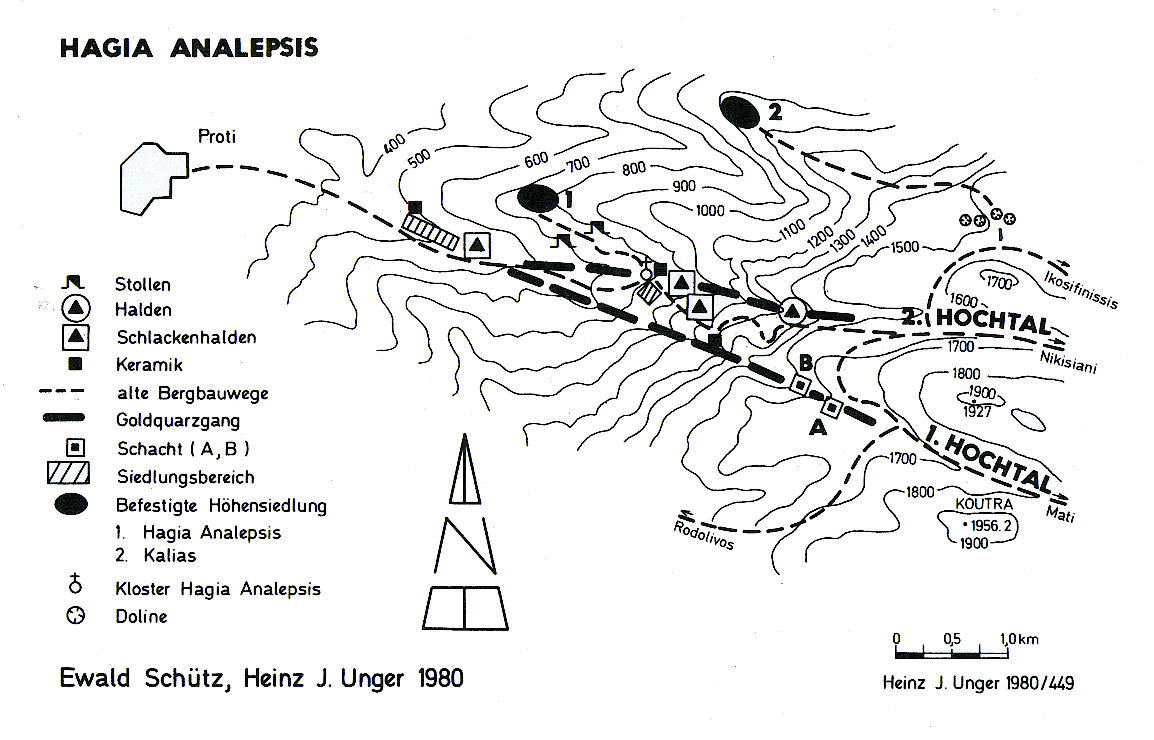
Die Goldquarzgänge um Agia Analipsis
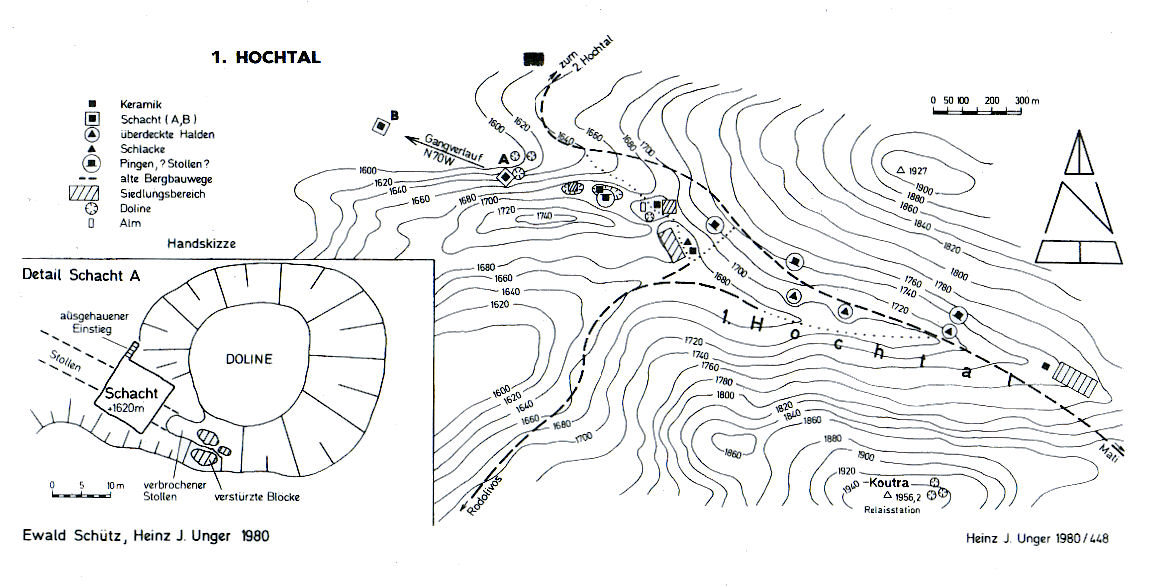
Bergbau und Verhüttung im ersten Hochtal
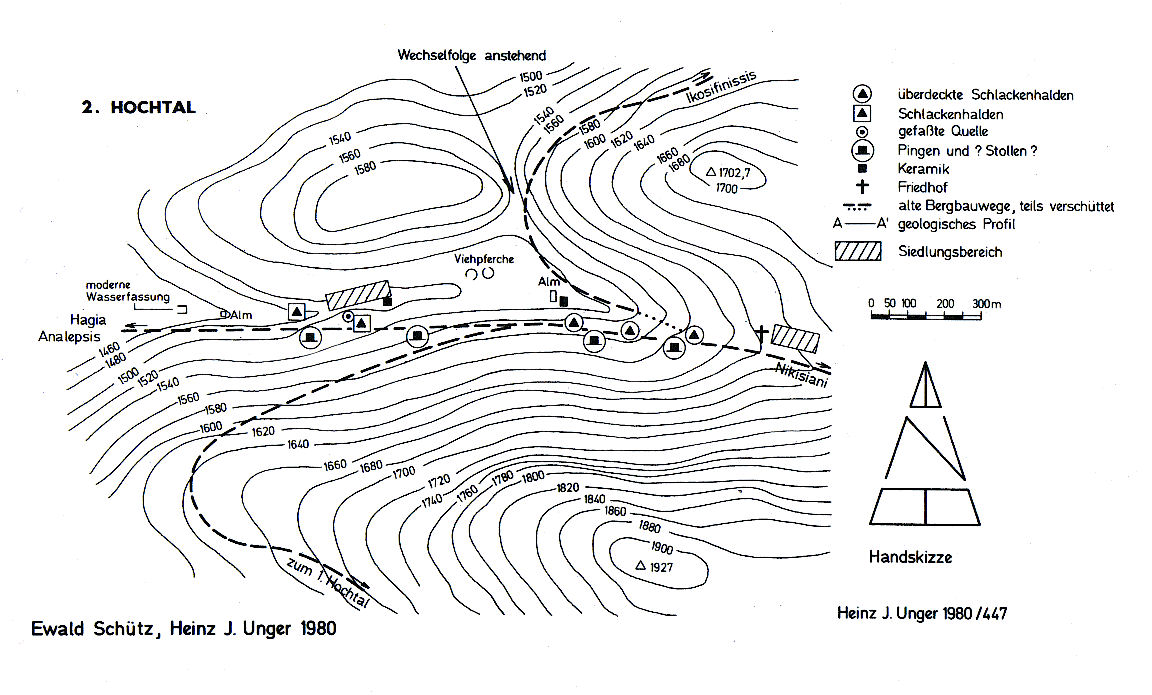
Bergbau und Verhüttung im zweiten Hochtal
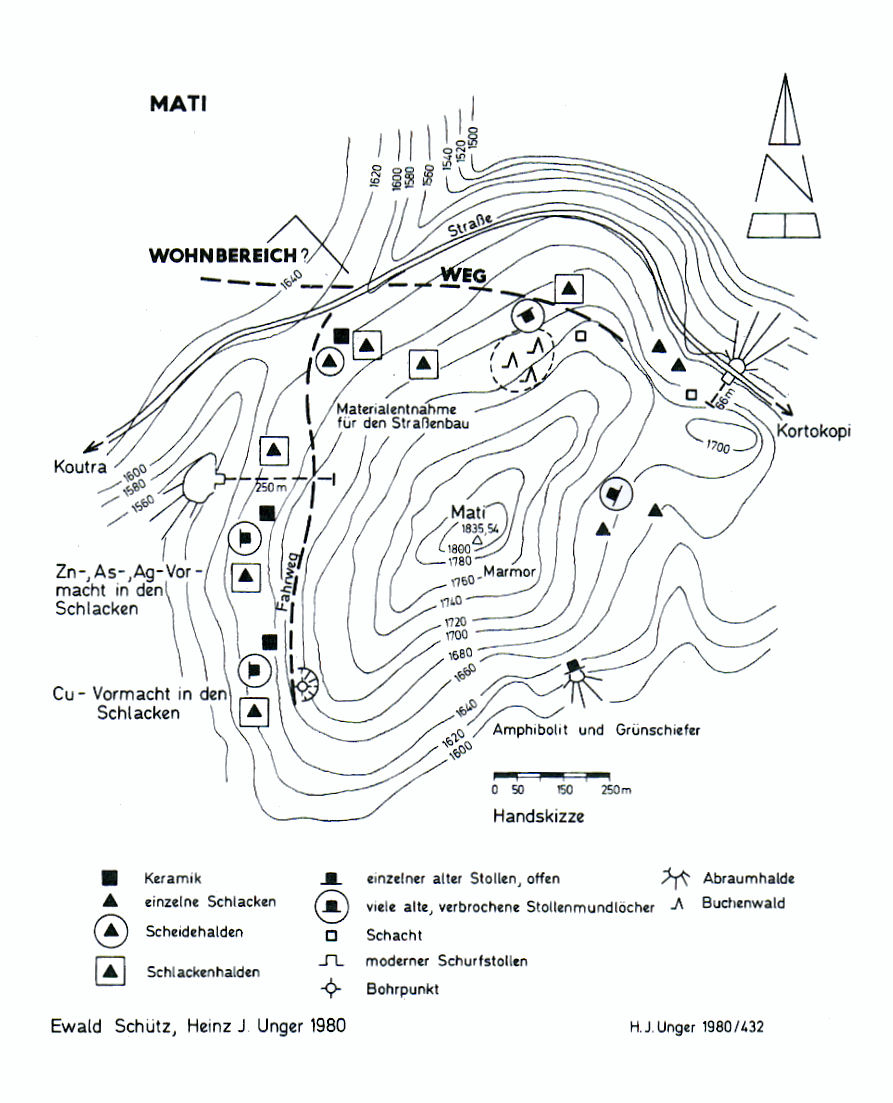
Bergbau und Verhüttung am Mati

### Mati

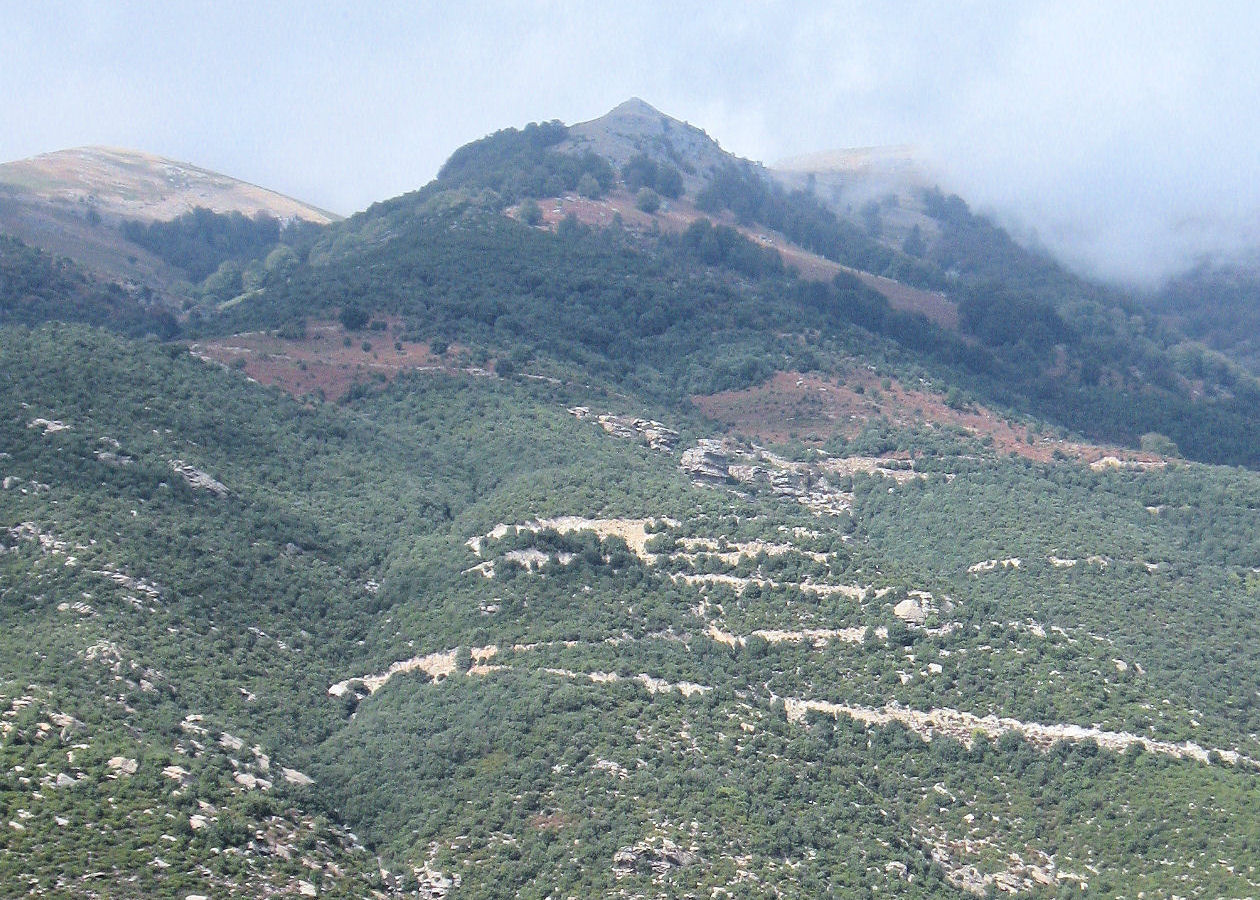
Mati (vorne Mitte) und Koutra (hinten links) aus Süd

Die West- und Nordflanke des Mati (1835 m) ist mit mächtigen, teilweise stark überdeckten Schlacken-, Berge- und Klaubehalden, vielen Tagebaueinschnitten, verbrochenen und verschütteten Stollenmundlöchern übersät. Die Schlacken lassen im Norden auf die Verhüttung von Fahlerzen, im Westen von Kupfererzen schließen. Auch in der Südflanke des Mati konnte ein tiefer Stollen erkundet werden. Mit großer Wahrscheinlichkeit dehnte sich der Abbau rund um den Gipfel des Mati aus und reichte auch in talwärtige Bereiche. In den Klaubehalden im Norden des Mati fand sich zahlreiche Keramik. Die Abbaue und Verhüttungsplätze am Mati, die bisher nur zum Teil erkundet werden konnten, dürften neben denen um Hagia Analepsis das größte Bergbauzentrum des Pangaion darstellen.

### Nikisiani-Palaiochori
Im Nordosten des Pangaion, bei den Ortschaften Palaiochori und Nikisiani, wurden von Unger und Schütz etwa 18 Schlackenhalden und beachtliche bauliche Reste von Erzwaschanlagen aufgenommen. In näherer Umgebung konnte kein Erzabbau entdeckt werden. In 1400 bis 1460 m über Nikisiani und Palaiochori konnten im Steilabfall bei Ag. Georgios eine größere Anzahl von verbrochenen Stollenmundlöchern mit relativ großen vorgelagerten Bergehalden entdeckt werden. Auch in der Gegend von Kortokopi und Kouneri finden sich mehrere Stollenmundlöcher.

## Befestigte Höhensiedlungen und Bergbauwege
Das herausragende Ergebnis der Explorationen 1976 und 1980 war die Entdeckung, Skizzierung und Beschreibung von befestigten Höhensiedlungen rings um das Pangaion, sowie eines ausgedehnten Wegenetzes. In der Höhenlage von 300 bis 600 m finden sich bis zu 15 befestigte Anlagen, von denen aus Bergbau und Hüttenplätze gesichert und überwacht werden konnten. Fünf dieser Anlagen wurden vermessen und skizziert.

### Tsali

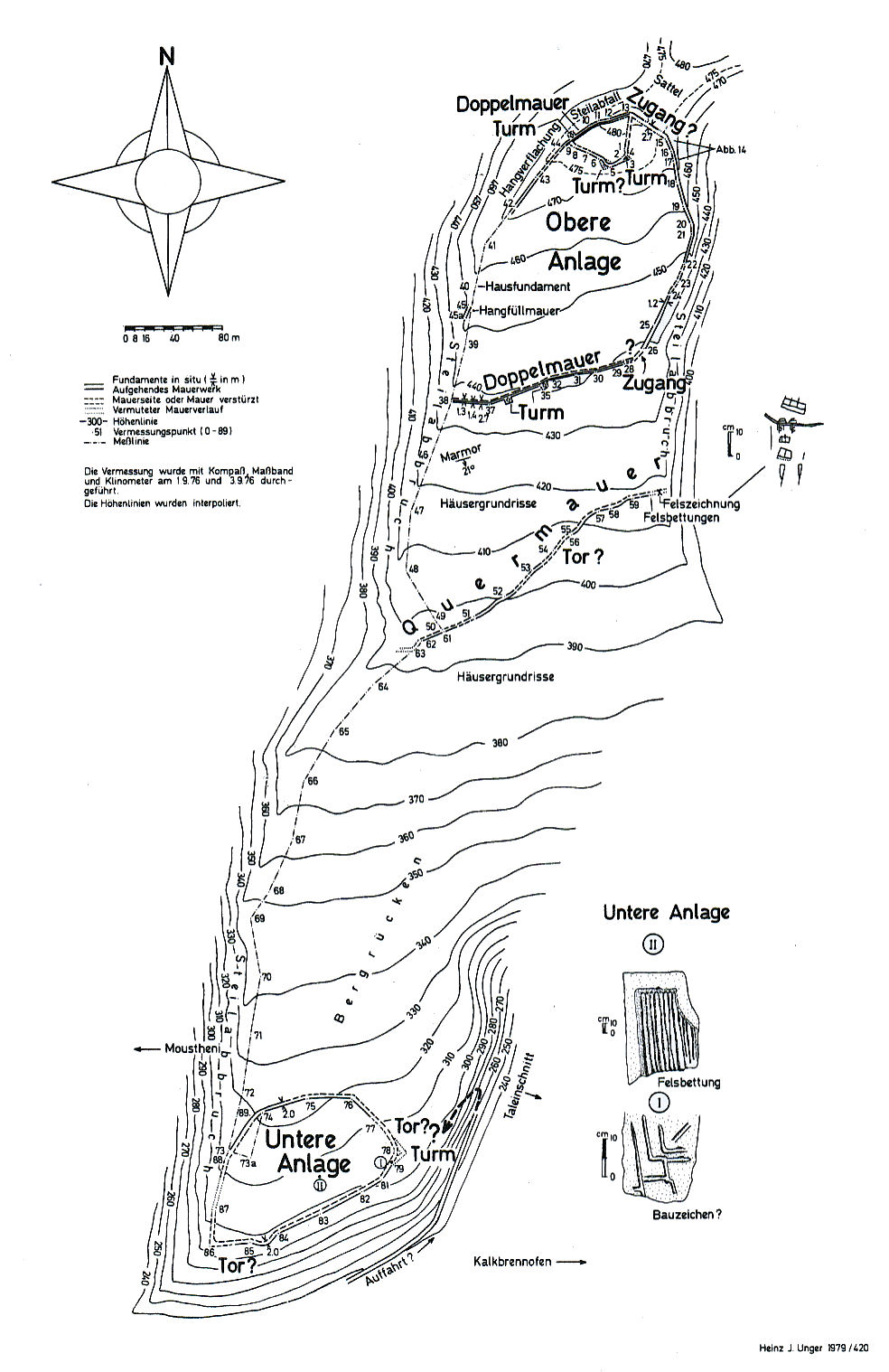
Befestigte Höhensiedlung Tsali, westlich Moustheni

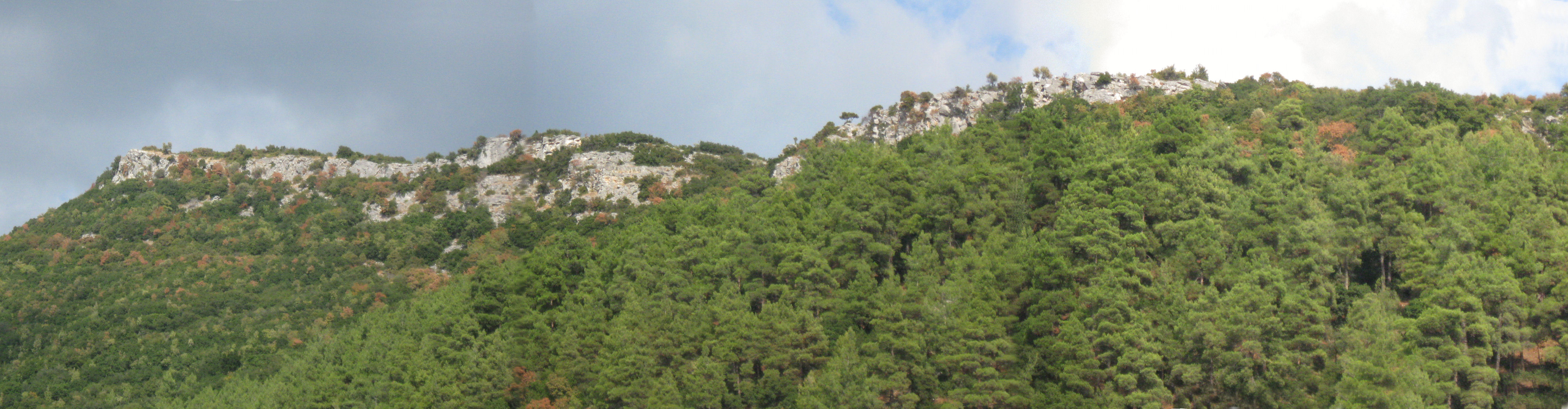
Bergfestung Tsali, von Westen gesehen (untere Anlage links)

Dem Bergbau zugeordnet war eine befestigte Siedlung. Sie liegt auf dem steil aufragenden Bergsattel zwischen dem Gipfel des Tsali (480 m) und 440 m. Die große rundum befestigte Anlage mit einer Länge von etwa 240 m und einer Breite von etwa 180 m war offensichtlich in der Spätbronzezeit dicht besiedelt. Zur Befestigung der Anlage gehören im höchsten Bereich mehrere Türme, sowie am unteren Ende der Anlage eine bis zu 2,7 m mächtige „thrakische“ Doppelmauer mit Turm und Tor (?). Eine weitere auf dem Sattel zwischen 420 und 390 m quer verlaufende und teilweise noch hoch aufstehende, etwa 250 m lange Vormauer weist eine Breite von etwa 2,2 m auf und wird als „hellenistisch-byzantinisch“ bezeichnet. Zwischen Doppelmauer und Vormauer finden sich aus dem Fels gehauene Gebäudefundamente. Auf dem Sattelsporn nach Süden liegt ein weiteres befestigtes Vorwerk mit einer Fläche von etwa 160 × 100 m. Es ist gegen Osten mit Tor (?) und Turm versehen. Insgesamt scheint es sich um eine stadtähnliche Befestigung zu handeln.

### Palaiokastro

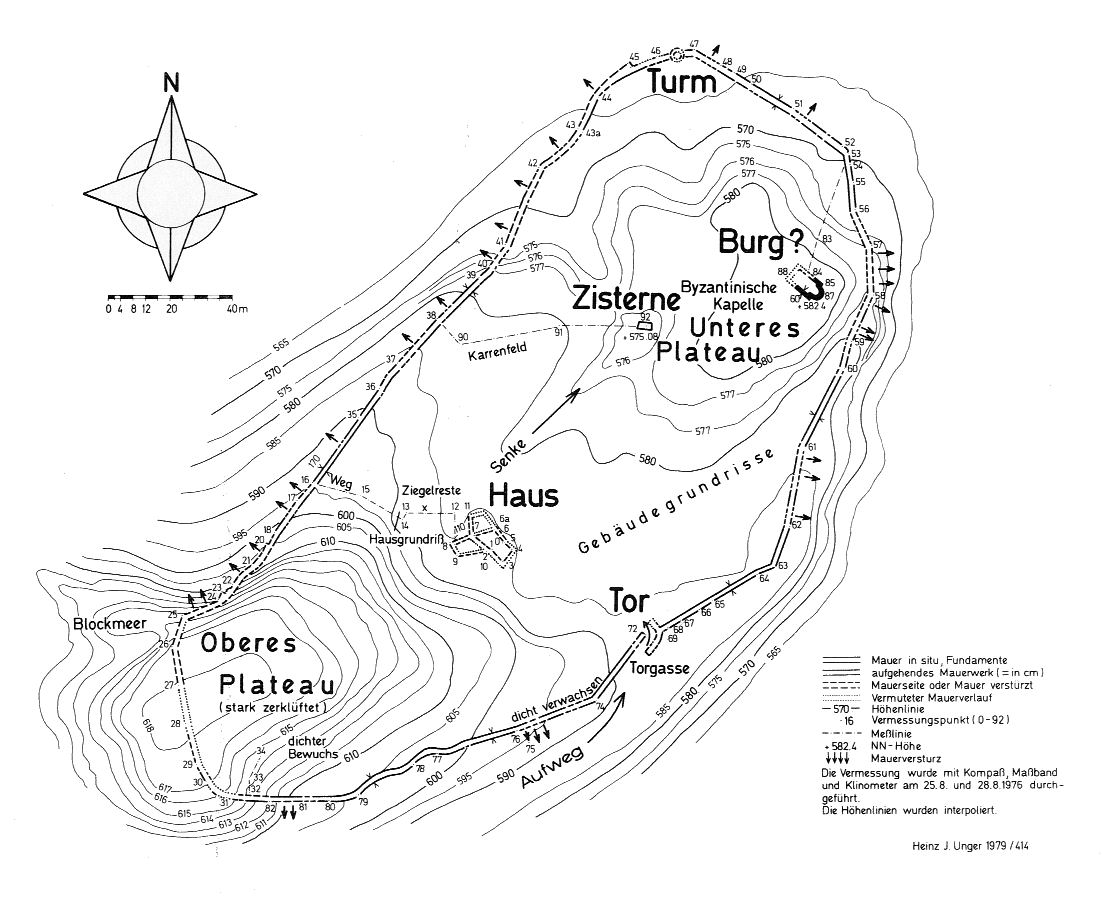
Befestigte Höhensiedlung Palaiokastro, nördlich Palaiochori

Nördlich der Ortschaft Palaiochori wurde 1976 die befestigte Höhensiedlung von Palaiokastro (555–600 m) kartiert, die ganz offensichtlich den Betreibern zur Sicherung und Versorgung der Aufbereitungs- und Verhüttungsunternehmen diente. Auf dem oberen Plateau der ummauerten Ansiedlung Palaiokastro wurden bisher keine baulichen Überreste entdeckt. In dem nach Nordwesten folgenden Bereich finden sich Hausgrundmauern mehrerer Gebäude. Auf dem unteren Plateau ließen sich auf einer Anhöhe (585 m) Burgreste, Reste einer byzantinischen Kapelle und eine Zisterne ermitteln. In der in aufstehenden Resten erkennbaren Außenmauer liegt im Norden ein Turm, im Südosten ein Zugangstor zu der Ansiedlung. Die baulichen Reste von Mauern und Gebäudefundamenten, Steinsetzungen der umlaufenden Außenmauern wurden eingemessen und zeichnerisch dargestellt. Der Zugang zum Palaiokastro erfolgte vom westlichen Ortsende von Palaiochori über einen 1,1–1,3 m breiten Zuweg, der sich bis zur Südostecke der Anlage verfolgen lässt. Palaiokastro beherrschte das Tal von Palaiochori und bot darüber hinaus einen guten Blick in das Nikisiani-Tal. Die Zugänge zu beiden Tälern aus der Ebene von Krenides / Philippi konnten kontrolliert werden.

Weitere Höhensiedlungen
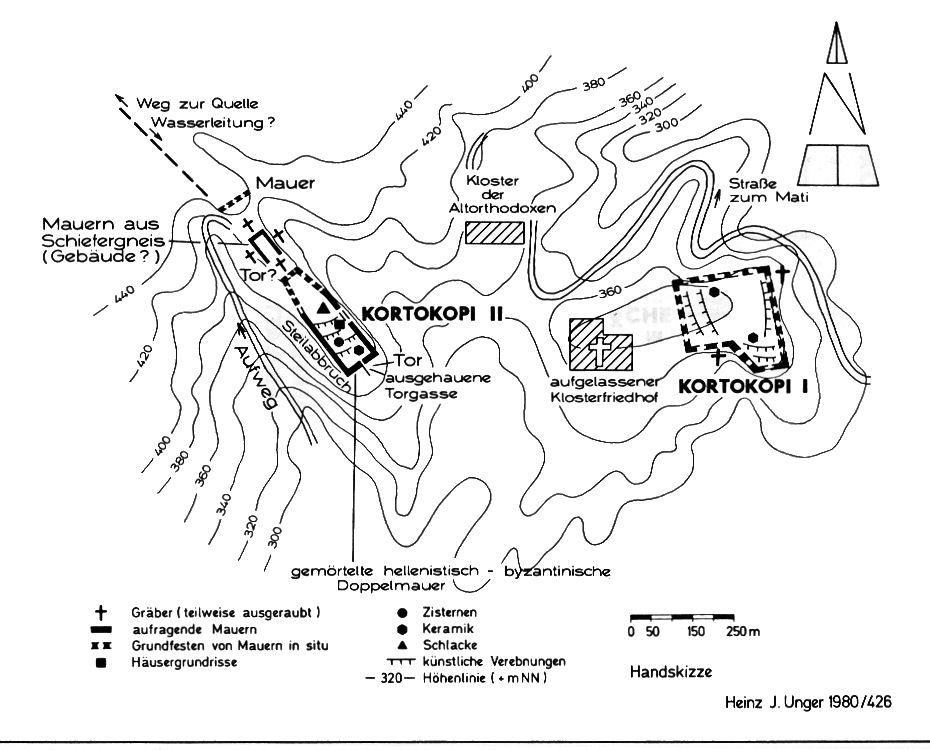
Befestigte Höhensiedlungen Kortokopi I und II
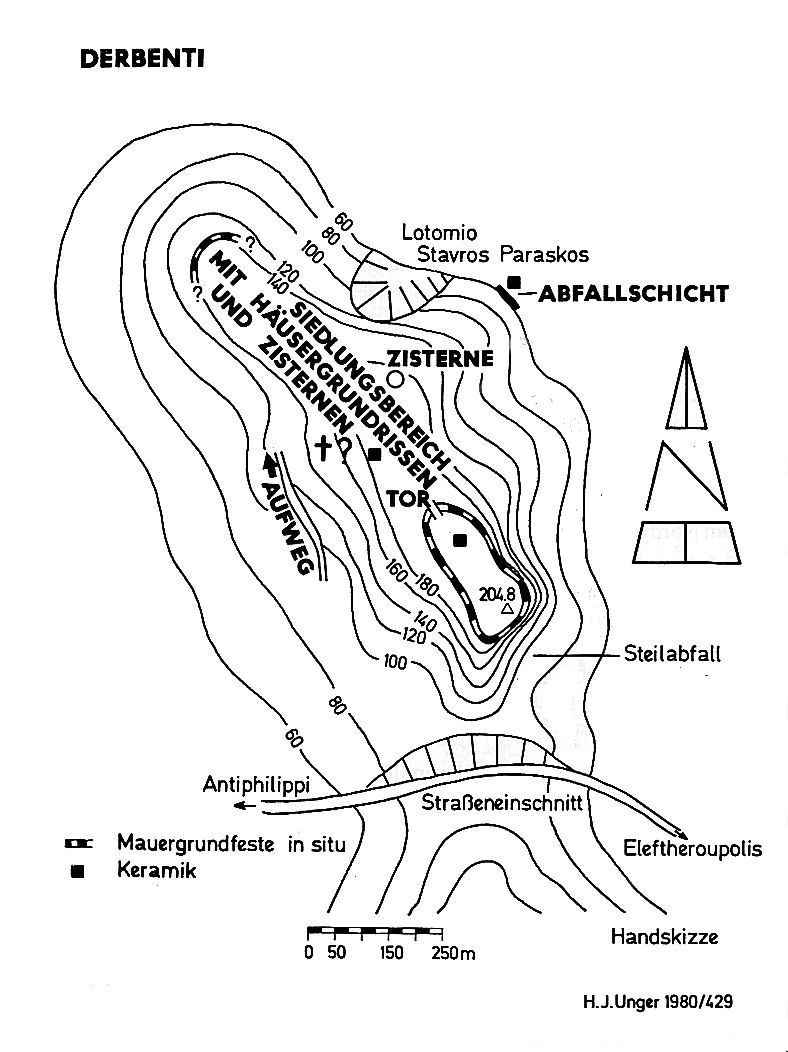
Befestigte Höhensiedlung auf dem Derbenti
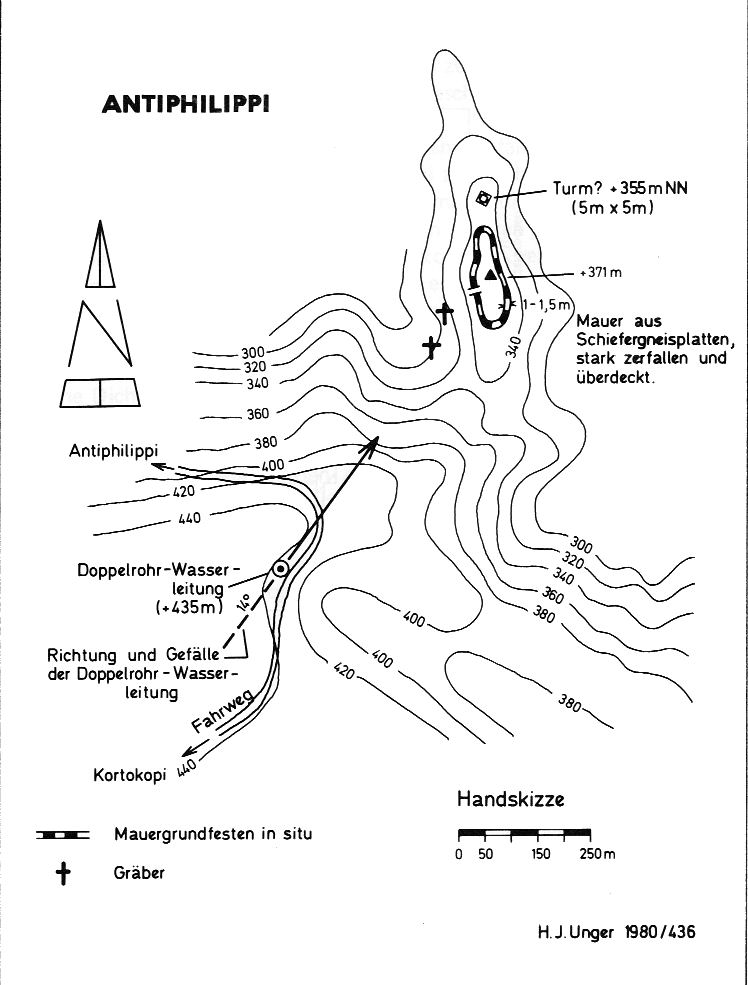
Befestigte Höhensiedlung bei Antiphilippi
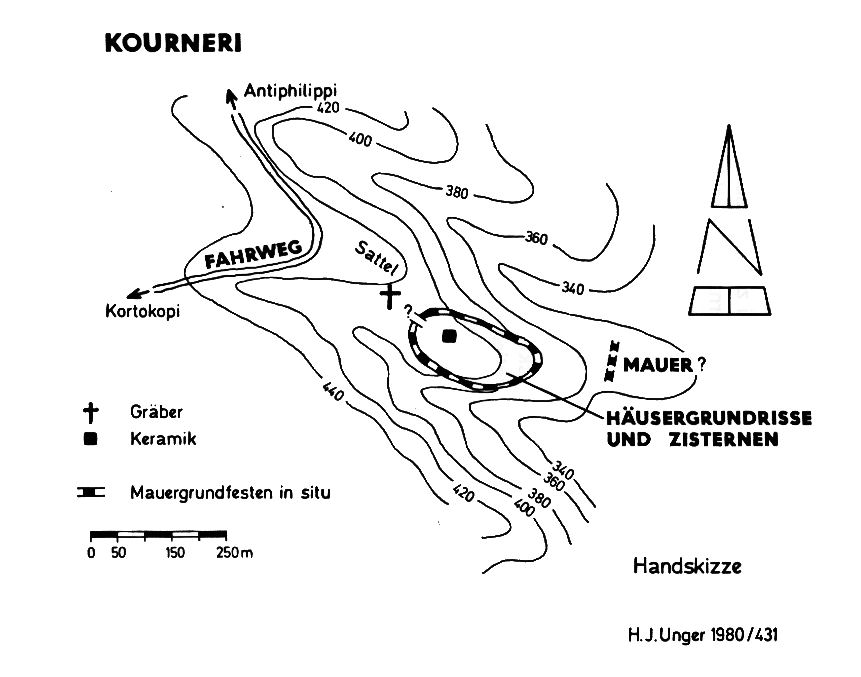
Befestigte Höhensiedlung Kourneri
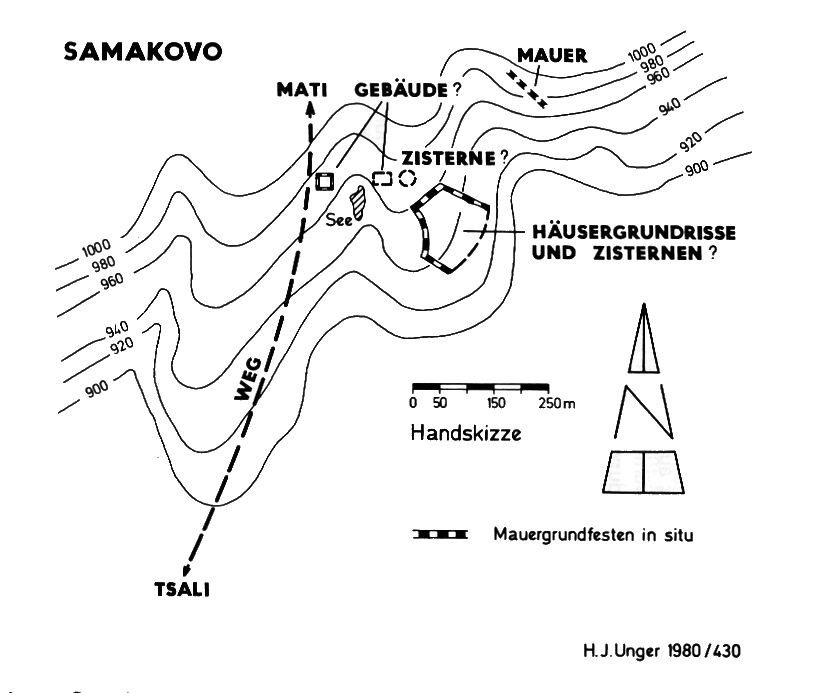
Höhensiedlung Samakovo